# Mickey Evans
Michael James "Mickey" Evans (ur. 1 stycznia 1973) to były irlandzki piłkarz angielskiego pochodzenia występujący na pozycji napastnika. Jego pseudonim, "Trigger" wziął się od jednej z postaci serialu Only Fools and Horses. Większą część swojej kariery spędził w Plymouth Argyle, klubie z miasta, z którego pochodził. Pomimo iż urodził się w Anglii, zdecydował się reprezentować barwy Irlandii, w reprezentacji, której rozegrał jednak tylko jeden mecz.

## Sukcesy
Plymouth Argyle
- Football League Third Division zwycięzca fazy play-off: 1995/96
- Football League Third Division mistrz: 2001/02
- Football League Second Division mistrz: 2003/04